# Marek Koziarczyk
Marek Koziarczyk (ur. 21 lipca 1978 w Katowicach) – polski aktor teatralny. 
Jeszcze podczas studiów na Wydziale Lalkarskim w Państwowej Wyższej Szkole Teatralnej im. Ludwika Solskiego Wydziału Zamiejscowego we Wrocławiu, debiutował w roli Bena Rogersa w przedstawieniu Romana Kołakowskiego Przygody Hucka Finna (2001) na scenie wrocławskiego Teatru Polskiego oraz pełnił funkcję asystenta reżysera spektaklu Czarodziejski flet – próba według Wolfganga Amadeusa Mozarta (2002).
Zaraz po ukończeniu studiów, w 2002 związał się na stałe z Wrocławskim Teatrem Lalek, gdzie zachwycał młodych widzów głównymi i tytułowymi rolami w przedstawieniach: Jak Matołusz poszedł szukać olbrzyma (2002), Och, Emil! Astrid Lindgren (2002–2008), Konik Garbusek (2004), Pięknej i Bestii, czyli baśni jeszcze raz opowiedzianej Stanisława Grochowiaka (2005), Kopciuszek Eugeniusza Szwarca (2006), Amelka, Bóbr i Król na dachu (2006) i Baśń o pięknej Parysadzie Bolesława Leśmiana (2007). Zagrał także w sztuce szekspirowskiej Sen nocy letniej (2003) i spektaklu Leszka Mądzika Źródło (2005).
Wystąpił gościnnie w serialu Polsatu Pierwsza miłość (2007) jako mężczyzna, któremu w Szpitalu Kolejowym we Wrocławiu urodziły się bliźnięta. Pojawił się także w serialu TVP2 Biuro kryminalne (2007).